# 擘窠書
擘窠書，又稱榜書，古稱署書，大字的別稱，泛指匾額、碑文所用的書體。
古人寫碑、篆刻、撰匾力求均勻完整，以橫直界線劃成方格，稱之“擘窠”，窠是指拇指和食指間的“虎口”。顏真卿《乞御書放生池碑額表》稱：“前書點畫稍細，恐不堪經久， 臣今謹據石擘窠大書。”康有為說寫榜書“其難有五：一曰執筆不同，二曰運管不習，三曰立身驟變，四曰臨仿難周，五曰筆毫難精。有是五者，雖有能書之人，熟精碑法，驟作榜書，多失故步”。